# 佐藤啓 (帝国議会議員)

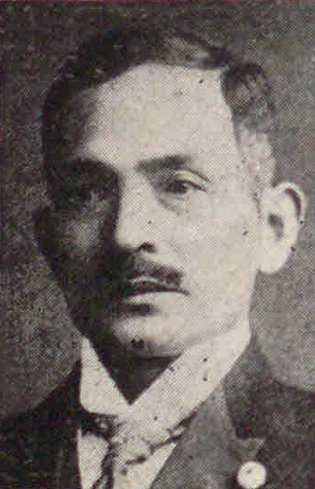
佐藤啓

佐藤 啓（さとう ひらく、1868年2月29日（慶応4年2月7日） - 1941年（昭和16年）4月21日）は、戦前日本の衆議院議員（憲政会→立憲民政党→国民同盟）、山形県西山村長。

## 経歴
出羽国村山郡西山村（現在の山形県西村山郡西川町）に佐藤里治（衆議院議員）の子として生まれる。東京専門学校（現在の早稲田大学）政治科を卒業後、山形日報の経営にあたった。
西山村長、山形県会議員を経て、1920年（大正9年）の第14回衆議院議員総選挙に出馬し、当選。以後、当選回数は6回を数えた。
その他、山形民報社長、羽陽銀行（山形銀行の前身の一つ）取締役、三山電気鉄道取締役を務めた。